# La Buffe
La Buffe est le sommet le plus septentrional de la crête occidentale du massif du Vercors. Il culmine à 1 623 mètres d'altitude dans le département français de l'Isère, en région Auvergne-Rhône-Alpes. Il se trouve entre le rocher de la Grande Brèche (1 601 mètres) et la Sure (1 643 mètres). Ce sommet est composé de roche calcaire urgonienne typique de ce massif. Au sommet, il se trouve une petite prairie qui offre un panorama sur la chaîne de Belledonne, l'agglomération grenobloise, la Chartreuse, la cluse de l'Isère, le Voironnais, les Terres froides, les environs de Tullins et le lac de Paladru. La falaise est franchie par le tunnel du Mortier fermé à la circulation en raison d'éboulements.

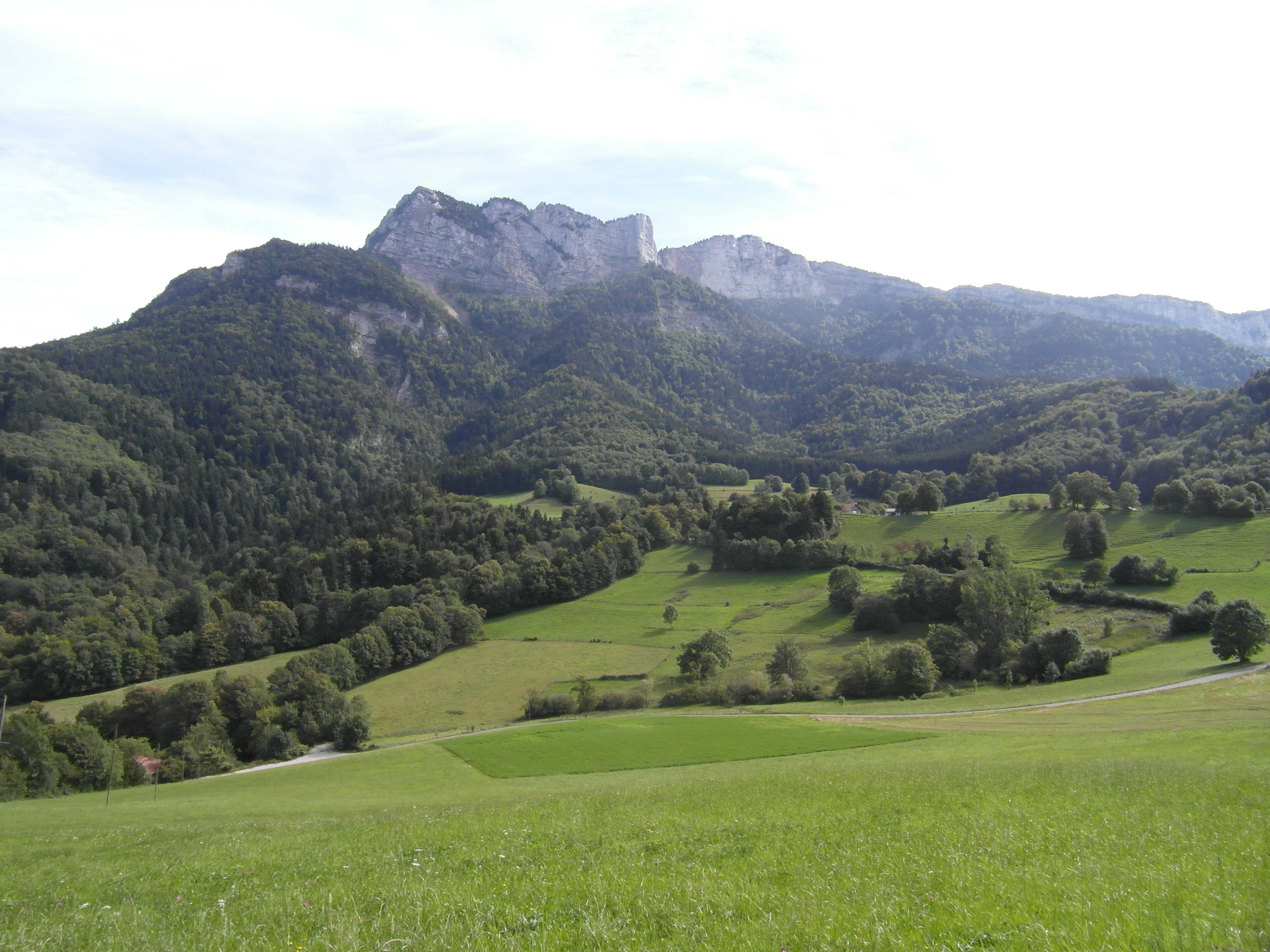
Vue de la Buffe depuis Montaud au nord.